# 鈴木憲蔵
| Asteroidsdiscovered: 42         | Asteroidsdiscovered: 42 |
| ------------------------------- | ----------------------- |
| 3165 Mikawa[a]                  | 1984年8月31日           |
| (3178) 義経[a]                  | 1984年11月21日          |
| (3533) 豊田[a]                  | 1986年10月30日          |
| (3733) 義朝[a]                  | 1985年1月15日           |
| 3828 Hoshino[a]                 | 1986年11月22日          |
| (4035) Thestor[a]               | 1986年11月22日          |
| (4037) 池谷[a]                  | 1987年3月2日            |
| 4212 Sansyu-Asuke[a]            | 1987年9月28日           |
| (4374) 忠盛[a]                  | 1987年1月31日           |
| 4445 Jimstratton[a]             | 1985年10月15日          |
| (4488) 時忠[a]                  | 1987年10月21日          |
| (4538) ビシー・アナンド         | 1988年10月10日          |
| (4541) 水野[b]                  | 1989年1月1日            |
| 4604 Stekarstrom[a]             | 1987年9月18日           |
| 4748 Tokiwagozen[a]             | 1989年11月20日          |
| (4941) 1986 UA[a]               | 1986年10月25日          |
| (4945) 池禅尼[a]                | 1987年9月18日           |
| 4998 Kabashima[a]               | 1986年11月5日           |
| 5240 Kwasan[a]                  | 1990年12月7日           |
| 5482 Korankei[a]                | 1990年2月27日           |
| 5507 Niijima[a]                 | 1987年10月21日          |
| 5592 Oshima[a]                  | 1990年11月14日          |
| (5724) 1986 WE[a]               | 1986年11月22日          |
| (5843) 1986 UG[a]               | 1986年10月30日          |
| 6444 Ryuzin[a]                  | 1989年11月20日          |
| (6448) 1991 CW[a]               | 1991年2月8日            |
| (6967) 1991 VJ3[a]              | 1991年11月11日          |
| 7237 Vickyhamilton[2]           | 1988年11月3日           |
| 7298 Matudaira-gou[a]           | 1992年11月26日          |
| (7518) 1989 FG[b]               | 1989年3月29日           |
| (8351) 1989 EH1[b]              | 1989年3月10日           |
| (9547) 1985 AE[a]               | 1985年1月15日           |
| 9865 Akiraohta[a]               | 1991年10月3日           |
| (10725) スクナビコナ[a]         | 1986年11月22日          |
| (11478) 1985 CD[a]              | 1985年2月14日           |
| (11867) 1989 TW[b]              | 1989年10月4日           |
| (14357) 1987 UR[a]              | 1987年10月22日          |
| (16408) 1986 AB[a]              | 1986年1月11日           |
| (19138) 1989 EJ1[b]             | 1989年3月10日           |
| (23456) 1989 DB[b]              | 1989年2月26日           |
| (26830) 1990 BB[a]              | 1990年1月17日           |
| (32775) 1986 WP2[a]             | 1986年11月29日          |
| 共同発見者: a 浦田武 b 古田俊正 |                         |

鈴木 憲蔵（すずき けんぞう、1950年 - ）は、日本のアマチュア天文家。愛知県豊田市在住。
1984年から1992年にかけて浦田武と共同で42の小惑星を発見した。小惑星豊田は地元の豊田市から命名している。
小惑星（5526）憲蔵は彼の名に因む。豊田市の生涯学習センターのプログラムに講師として参加、世界最大のプラネタリウムを会場に土星ほかの観察を織り込み、小学生から大人まで天文の解説を行っている。

## 記録
我が国アマチュアによる小惑星発見の歴史（「天界」第1012A号（第 90 巻）2009年9A月号より）
(発表当時の記録による) (q<1.3 AU)

表2．天文台別、番号登録小惑星（天文台コードのあとの＊はアマチュア、＋は公立天文台発見）

- No. 115 / コード 881* Toyota [鈴木憲蔵] / 登録個数 41 命名済 20 未命名 21 命名率 48.8 NEO 0
- No. 341 / コード 882* JCPM Oi Station [鈴木憲蔵] / 登録個数 1 命名済 1 未命名 0 命名率 100.0 NEO 0

## 出版物
書籍
- 井田三良; 鈴木憲蔵; 竹下育男 (1977). 103aによる散光星雲 [103a induced 散光星雲]. Tokyo, Japan: 誠文堂新光社. NCID BN06804673

定期刊行物
- 鈴木憲蔵 (1972-04). “スケッチで火星図に挑む”. 天文と気象 (地人書館) 38 (5):  16-23. ISSN 02877201. NCID AN00154577.
- 鈴木憲蔵 (1974-04). “読者の観測レポート おもしろかった1973年の火星”. 天文と気象 (地人書館) 40 (5):  28-32. ISSN 02877201.
- 鈴木憲蔵 (2009-04-01). 長谷川一郎; 井上猛; 安達誠 et al.. eds. 原田昭治、中野主一 (編集). “表紙： ルーリン彗星—OAA Computing and Minor Planet Sections”. 天界 The Heaven (滋賀県: 東亜天文学会) 90 (1007):  cover. ISSN 02876906. NCID AN10518793.[12]

雑誌
- 鈴木憲造 (1982). “連続撮影の紹介”. 月刊天文ガイド (精文堂新光社) (1月号). ISSN 0288-1977.